# Fuans
Fuans település Franciaországban, Doubs megyében. Lakosainak száma 472 fő (2022. január 1.). Fuans Guyans-Vennes és Fournets-Luisans községekkel határos.

## Népesség
A település népességének változása:
| Lakosok száma | 273  | 267  | 303  | 405  | 489  | 486  | 483  | 466  | 467  | 472  |
|               | 1968 | 1982 | 1990 | 2006 | 2013 | 2015 | 2017 | 2019 | 2020 | 2022 |